# اسرار قاسمی
اسرار قاسمی اثری از حسین واعظ کاشفی دربارهٔ علوم خفیه یا غریبه است. مقدمهٔ کتاب با نثری ساده نوشته شده ولی خود کتاب مملو از نشانه‌های رمزی است و همین امر باعث شده فهم آن ساده نباشد. خود کاشفی راهنمایی به نام جواهر التفسیر برای آن نوشت. پسرش، فخرالدین علی صفی، نیز کشف اسرار قاسمی را برای رمزگشایی از این اثر تألیف کرد. با وجود سخت‌فهمی کتاب، در زمان خود رواج داشته‌است.در این کتاب درباره موضوعاتی مانند علم کیمیا،سیمیا،لیمیا و.... صحبت شده است.